# Hieracium chrysadenium
Hieracium chrysadenium es una especie de planta con flor del género Hieracium, de la familia Asteraceae, orden Asterales.

## Distribución
Hieracium chrysadenium se distribuye por Noruega.

## Taxonomía
Fue descrita científicamente por Elfstr. ex Omang. Fue publicada en Nyt Mag. Naturvidensk. 87: 148 (1949).